# Michel Guillaud
Pour les articles homonymes, voir Guillaud.
Michel Guillaud, né le 24 juin 1961 à Villeurbanne (France) est un prélat catholique français, évêque de Constantine et Hippone depuis 2025.

## Biographie
Il effectue ses études au séminaire universitaire de Lyon où il obtient une licence de théologie. 
Il est ordonné prêtre le 1er juillet 1990 pour l'archidiocèse de Lyon. Très engagé dans les quartiers populaires de Lyon, il manifeste un souci marqué pour le dialogue interreligieux et notamment avec les musulmans. 
Après plusieurs années de sacerdoce, il se rend à Rome où il obtient une licence en arabe et en islamologie à l'Institut pontifical d'études arabes et d'islamologie. Il enseigne ensuite l'islamologie à l'Université catholique de Lyon. Il est aussi aumônier des Universités Lumière-Lyon-II et Jean-Moulin-Lyon-III.
En 1996, il part pour la Syrie afin de poursuivre sa formation en islamologie, tout en exerçant une mission pastorale en Libye où il se rend chaque année pendant deux mois jusqu'en 2000.
En 2006, en tant que prêtre fidei donum, il quitte la France pour l'Algérie où il devient curé de Batna dans le diocèse de Constantine et Hippone de 2007 à 2014. Il est ensuite curé de Constantine à partir de 2014 ainsi que curé de Skikda à partir de 2018, les deux charges se cumulant jusqu'en 2025. Parallèlement, il est choisi comme vicaire général par l'évêque Paul Desfarges de 2014 à 2019 puis par l'évêque Nicolas Lhernould à partir de 2020. Il occupe cette fonction jusqu'en 2024, date du départ de Nicolas Lhernould à Tunis et à laquelle il devient administrateur diocésain.
De 2015 à 2025, il est aussi secrétaire général de la Conférence des évêques de la région Nord de l'Afrique.
Le 11 juillet 2025, le pape Léon XIV le nomme évêque de Constantine et Hippone.